# Wolny Ruch Szyicki
Wolny Ruch Szyicki (arab.: التيار الشيعي الحرّ) – libańska partia polityczna na czele z szejkiem Mohammadem al-Hadżdż Hassanem. Zrzesza szyitów przeciwnych dominującej roli Hezbollahu i Amalu wśród szyickiej społeczności Libanu. Współpracuje z Sojuszem 14 Marca.